# 1882 în artă
- 1880 în artă — 1881 în artă ——  1882 în artă  —— 1883 în artă — 1884 în artă

1882 în artă implică o serie de evenimente:

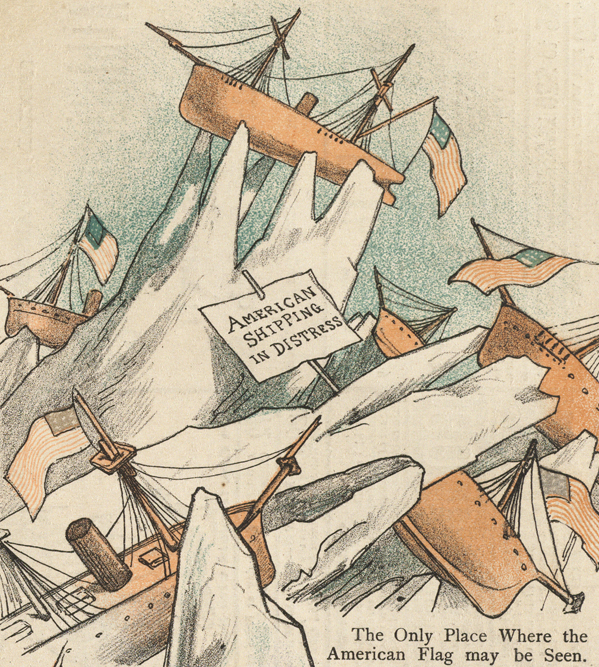
1882 — North Pole in 1882 art, "American shipping in distress" "The Only Place Where the American may be Seen" - How to dispose of the remains of our navy - 19495241492 (cropped).jpg

## Decese
- 1 ianuarie
- 19 ianuarie
- 31 ianuarie

- 6 februarie  —
- 10 martie —
- 3 septembrie —
- 10 septembrie —
- 3 noiembrie —
- 15 noiembrie –
- 12 decembrie

## Nașteri
- 1 ianuarie
- 31 ianuarie
- 4 martie –
- 15 aprilie –
- 17 mai
- 30 iunie
- 6 iulie  —
- 10 august —
- 3 septembrie —
- 19 septembrie —
- 3 octombrie —
- 15 noiembrie —
- 31 decembrie —

## Galerie de imagini
- Lucrări reprezentative